# LPGA Tour 1950
Navigation
Édition suivante
Le LPGA Tour 1950 est la première édition du Ladies Professional Golf Association Tour (LPGA), circuit professionnel féminin de golf, qui se déroule du 19 janvier 1950 au 21 octobre 1950 exclusivement aux États-Unis. La création de ce circuit permet de proposer un certain nombre de tournois professionnels destinés aux femmes en dehors des compétitions amateurs. Le choix de la professionnalisation des golfeuses leur permet désormais de gagner de l'argent en jouant au golf.
Cette saison inaugurale comporte quinze tournois auxquels sont insérées des dotations financières en fonction du résultat de la golfeuse. Trois de ces tournois sont considérés comme « tournoi majeur » - le Championnat Titleholders, le Western Open et l'Open américain - et sont considérés comme les plus prestigieux et difficiles à remporter.
L'Américaine Babe Zaharias termine première au tableau des gains avec 14 800 $ gagnés devant Patty Berg, et s'impose dans les trois tournois majeurs de la saison réalisant ainsi le Grand chelem.

## Histoire
Le Ladies Professional Golf Association est fondé en 1950 au « Rolling Hills Country Club » à Wichita dans le Kansas. Il succède au « Women's Professional Golf Association » fondé en 1944 par le trio Ellen Griffin, Betty Hicks et Hope Seignious mais stoppé en 1948 en cessant ses activités.
Treize golfeuses sont à l’initiative de la création du Ladies Professional Golf Association: Alice Bauer, Marlene Bauer, Patty Berg, Bettye Danoff, Helen Dettweiler, Helen Hicks, Opal Hill, Betty Jameson, Sally Sessions, Marilynn Smith, Shirley Spork, Louise Suggs et Babe Zaharias. Patty Berg en est sa première président.
Pour l'organisation de cette première édition, tous les tournois se disputent aux États-Unis par des golfeuses principalement américaines professionnelles et amateures. Le calendrier établi fait débuter la saison en Floride pour l'Open de Tampa avec la victoire de l'amateure Polly Riley qui s'impose devant toutes les professionnelles. Au cours de cette saison, un autre tournoi est remporté également par une amateure : l'Open du Texas par Beverly Hanson. Les tournois majeurs sont au nombre de trois cette première saison - le Championnat Titleholders, le Western Open et l'Open américain - et ont tous été remportés par Babe Zaharias. Cette dernière est la meilleure golfeuse de l'édition inaugurale de ce circuit avec huit succès devant Patty Berg (trois victoires) et Louise Suggs (deux victoires).

## Participantes à la saison LPGA 1950
Les treize membres fondateurs du Ladies Professional Golf Association ont toutes pris part à cette saison et sont toutes professionnelles. Au cours de la saison, de nombreuses amateures prennent également part aux tournois sans toutefois pouvoir recevoir le montant des gains en raison de leur statut.
| Participantes    | Participantes       | Participantes    | Participantes    | Participantes    |
| Professionnelles | Professionnelles    | Professionnelles | Professionnelles | Professionnelles |
| ---------------- | ------------------- | ---------------- | ---------------- | ---------------- |
| Alice Bauer      | Marlene Bauer       | Patty Berg       | Helen Dettweiler | Betty Hicks      |
| Opal Hill        | Betty Jameson       | Peggy Kirk       | Sally Sessions   | Marilynn Smith   |
| Shirley Spork    | Louise Suggs        | Babe Zaharias    |                  |                  |
| Amateures        |                     |                  |                  |                  |
| Betty Bush       | Fay Crocker         | Carol Diringer   | Claire Doran     | Mary Lena Faulk  |
| Beverly Hanson   | Ann Casey Johnstone | Mae Murray       | Betsy Rawls      | Polly Riley      |

## Calendrier de la saison 1950
L'édition 1950 se déroule du 19 janvier 1950 au 21 octobre 1950. La tableau suivant présente tous les tournois programmés pour la saison 1950. Les chiffres entre parenthèses correspondent au nombre de victoires remportées au moment de la victoire de la golfeuse audit tournoi remporté. Il est à noter que tous les tournois considérés comme tournois majeurs sont reconnus comme victoires officielles au palmarès du LPGA et ajoutés au palmarès des golfeuses, même avant sa création en 1950. Les tournois majeurs sont indiqués en gras.
| Date       | Tournoi                               | Catégorie      | Dotation (US$) | Vainqueur individuelle     |
| ---------- | ------------------------------------- | -------------- | -------------- | -------------------------- |
| 22/01/1950 | Tampa Open, Floride                   |                | 3 500 $        | Polly Riley (2) - (a.)     |
| 19/03/1950 | Championnat Titleholders, Géorgie     | Tournoi majeur | 1 500 $        | Babe Zaharias (11)         |
| 30/04/1950 | Pebble Beach Weathervane, Californie  |                | 3 000 $        | Babe Zaharias (12)         |
| 07/05/1950 | Chicago Weathervane, Illinois         |                | 3 000 $        | Louise Suggs (7)           |
| 14/05/1950 | Cleveland Weathervane, Ohio           |                | 3 000 $        | Babe Zaharias (13)         |
| 21/05/1950 | New York Weathervane, New York        |                | 3 000 $        | Louise Suggs (8)           |
| 21/05/1950 | 144 Hole Weathervane, Divers endroits |                | 3 000 $        | Babe Zaharias (14)         |
| 28/05/1950 | Eastern Open, Massachusetts           |                | 5 000 $        | Patty Berg (14)            |
| 24/06/1950 | Western Open, Colorado                | Tournoi majeur | 500 $          | Babe Zaharias (15)         |
| 08/08/1950 | All American Open, Illinois           |                | 2 733 $        | Babe Zaharias (16)         |
| 13/08/1950 | World Championship, Illinois          |                | 4 025 $        | Babe Zaharias (17)         |
| 23/09/1950 | Open de Sunset Hills, Géorgie         |                | 3 000 $        | Patty Berg (15)            |
| 01/10/1950 | Open américain, Kansas                | Tournoi majeur | 5 000 $        | Babe Zaharias (18)         |
| 13/10/1950 | Open du Texas, Texas                  |                |                | Beverly Hanson (15) - (a.) |
| 21/10/1950 | Open Hardscrabble, Arkansas           |                |                | Patty Berg (16)            |

## Localisation des tournois
Les quinze tournois de la saison 1950 du LPGA se déroulent sur le sol des États-Unis. Trois de ces tournois sont classés comme « tournoi majeur » - le Championnat Titleholders, le Western Open et l'Open américain, ceux-ci sont mis en avant sur la carte. Les chiffres devant le nom du tournoi indique la chronologie des tournois durant la saison. Cette dernière débute à l'Open de Tampa en Floride pour se clore à l'Open d'Hardscrabble en Arkansas. L'État de l'Illinois accueille trois tournois, la Géorgie et la Floride deux tournois.
| \| 1. Open de Tampa 2. Championnat Titleholders 3. Pebble Beach Weathervane 4. Chicago Weathervane 5. Cleveland Weathervane 6-7. New York Weathervane 8. Eastern Open 9. Western Open 10. All American Open 11. World Championship 12. Open de Sunset Hills 13. Open américain 14. Open du Texas 15. Open d'Hardscrabble \| Tournois disputés au LPGA 1950. |
| 1. Open de Tampa 2. Championnat Titleholders 3. Pebble Beach Weathervane 4. Chicago Weathervane 5. Cleveland Weathervane 6-7. New York Weathervane 8. Eastern Open 9. Western Open 10. All American Open 11. World Championship 12. Open de Sunset Hills 13. Open américain 14. Open du Texas 15. Open d'Hardscrabble                                       |

## Classements saison 1950

### Tableau des gains («Money list»)
Le tableau ci-dessous est le classement des golfeuses par gains obtenus sur cette saison 1950. Le classement par gains est remporté par Babe Zaharias avec 14 800 $ remportés. Cette performance permet à Babe Zaharias d'être nommée sportive de l'année par l'agence de presse américaine Associated Press.
| Cla. | Golfeuses        | Gains    | Victoires |
| ---- | ---------------- | -------- | --------- |
| 1    | Babe Zaharias    | 14 800 $ | 8         |
| 2    | Patty Berg       |          | 3         |
| 3    | Louise Suggs     |          | 2         |
| 4    | Betty Jameson    |          | 0         |
| 5    | Alice Bauer      |          | 0         |
| 6    | Marlene Bauer    |          | 0         |
| 7    | Helen Dettweiler |          | 0         |
| 8    | Shirley Spork    |          | 0         |
| 9    | Sally Sessions   |          | 0         |
| 10   | Betty Hicks      |          | 0         |